# Ayub Bridge
Die Ayub Bridge in Pakistan ist eine Eisenbahnbrücke über den Indus, die  die in der Provinz Sindh gelegenen Städte Sukkur am nordwestlichen und Rohri am südöstlichen Ufer des Stromes verbindet. Sie steht unmittelbar neben der Lansdowne Bridge, die sie ab 1962 in ihrer Funktion als Teil der Eisenbahnstrecke Lahore – Karatschi ersetzte.
Sie ist nach dem seinerzeitigen pakistanischen Präsidenten Feldmarschall Muhammed Ayub Khan benannt, der sie am 6. Mai 1962 eröffnete.

## Beschreibung
Die eingleisige Bogenbrücke wurde in den Jahren 1959 bis 1960 nach Plänen des US-amerikanischen Büros Robinson & Steinman von dem ebenso renommierten britischen Brückenbauunternehmen Dorman Long gebaut. Inwieweit sich David B. Steinman kurz vor seinem Tod noch selbst mit der Planung befasste, ist nicht bekannt. Die Brücke ähnelt etwas der 1935 ebenfalls von Dorman Long im heutigen Simbabwe erstellten Birchenough Bridge.
Die Ayub Bridge besteht aus einem großen Stahlfachwerkbogen, genauer aus zwei bogenförmigen Fachwerkträgern, die durch diagonale Querträger miteinander verbunden und versteift sind, von denen die Brückentafel mit Drahtseilen abgehängt ist. Der Bogen hat eine Spannweite von 245 m (806 ft), das Brückenbauwerk ist insgesamt 310 m lang.